# Penthe obliquata
Penthe obliquata (лат.) — вид жуков-тетратомид рода Penthe. Распространён на востоке Северной Америки. Длина 11—14 миллиметров. Окраска насыщенного матового, бархатистого чёрного цвета; щиток красновато-жёлтый; усики чёрные, но последний антенномер желтоватый. Имаго встречаются на стволах деревьев и грибах; активны весной и летом, зимуют под рыхлой корой. Надкрылья густо беспорядочно пунктированы. Внешне и поведенчески схож с Penthe pimelia.